# 孕婦島
孕婦島為一座位於馬來西亞西北部的島嶼，與浮羅交怡島間的最短距離約1.2公里，是吉打州中僅次於浮羅交怡島面積第二大的島嶼。该島因湖边的高山和突出的岩石轮廓與一位仰卧着的孕妇相像而得名。